# Anthony Musaba
Anthony Musaba (Nimega, 6 de diciembre de 2000) es un futbolista neerlandés que juega como delantero y milita en el Samsunspor de la Superliga de Turquía.

## Selección nacional
Fue internacional con la selección sub-21 de los Países Bajos en tres ocasiones.

## Clubes
| Club                       | País         | Año       |
| -------------------------- | ------------ | --------- |
| NEC Nimega                 | Países Bajos | 2019-2020 |
| A. S. Monaco F. C.         | Francia      | 2020-2023 |
| Círculo de Brujas (cedido) | Bélgica      | 2020-2021 |
| S. C. Heerenveen (cedido)  | Países Bajos | 2021-2022 |
| F. C. Metz (cedido)        | Francia      | 2022-2023 |
| NEC Nimega (cedido)        | Países Bajos | 2023      |
| Sheffield Wednesday F. C.  | Inglaterra   | 2023-2025 |
| Samsunspor                 | Turquía      | 2025-     |